# Xfce
Xfce (pronunciado como cuatro letras por separado) es un entorno de escritorio libre para sistemas tipo Unix como GNU/Linux, BSD, Solaris y derivados. Su objetivo es ser rápido y ligero, sin dejar de ser visualmente atractivo y fácil de usar. 
Consiste en varios componentes empaquetados por separado que en conjunto proporcionan la funcionalidad completa del entorno de escritorio, pero se pueden seleccionar por separado para que el usuario pueda adaptar el ambiente de trabajo a sus necesidades.
Es unos de los entornos más ligeros, personalizables al extremo, fácil de usar y muy interactivo para el usuario casual o experimental de distribuciones GNU/Linux, BSD o Unix-like.

## Características
Xfce está basado en la biblioteca GTK+ 2, al igual que GNOME 2. Utiliza el gestor de ventanas Xfwm y se puede configurar íntegramente con el ratón, permaneciendo de esta forma los ficheros de configuración ocultos al usuario no experimentado.
Es posible ejecutar Xfce con tan solo 40 MB de memoria RAM usando Alpine Linux.

## Historia
Olivier Fourdan comenzó el proyecto en 1996. El nombre "Xfce" originalmente significaba XForms Common Environment (entorno común de XForms), pero desde entonces Xfce ha sido reescrito dos veces y ya no utiliza el kit de herramientas de XForms. El nombre sobrevivió, pero ya no se capitaliza como "XFCE", sino más bien como "Xfce". La postura actual de los desarrolladores es que la sigla ya no significa nada específico. Ha recibido el apodo de X Free Cholesterol Environment (Entorno de Escritorio Libre de Colesterol), incluso es llamado así en algunas de sus páginas en man.

### Primeras versiones

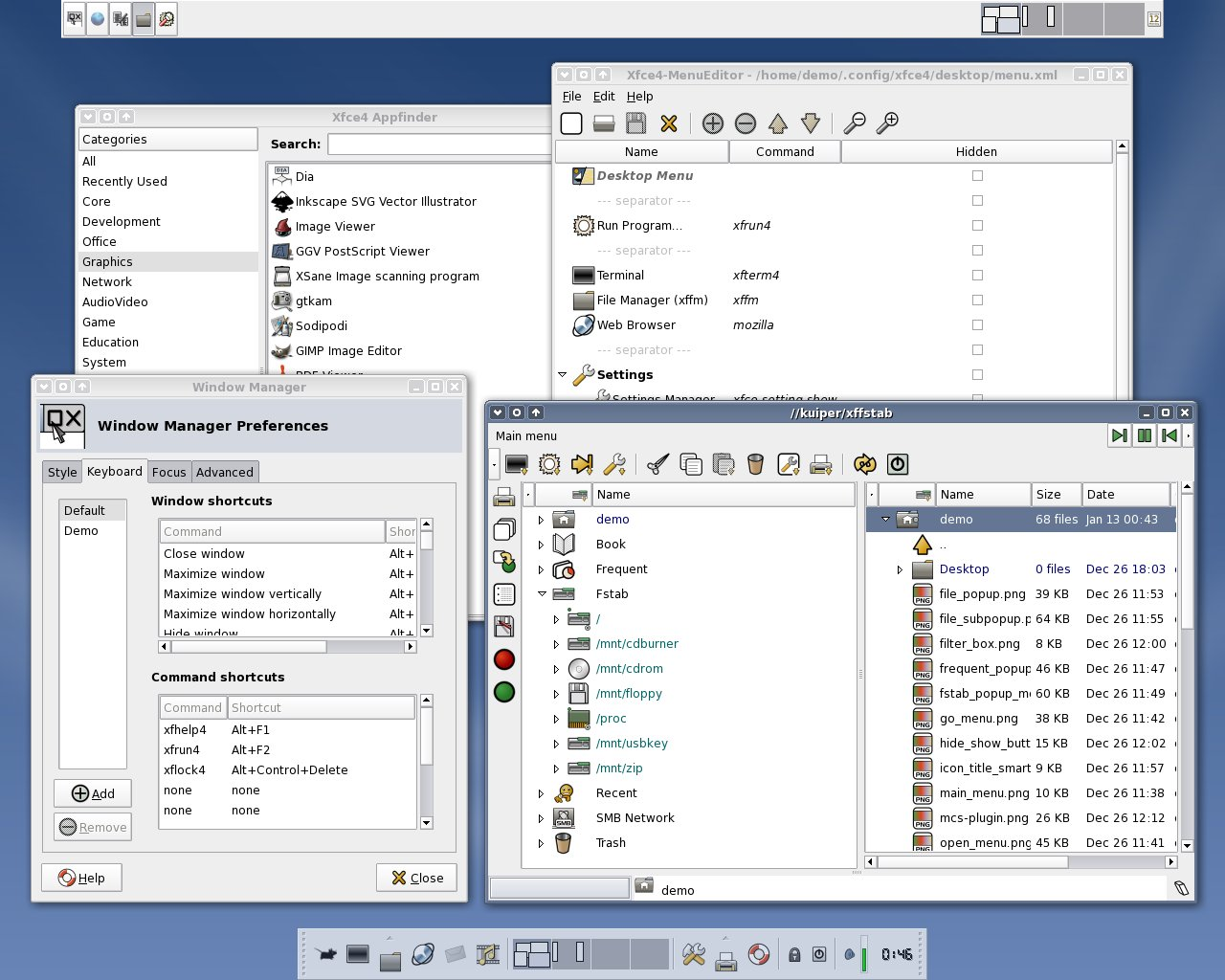
Escritorio de Xfce 3.

Xfce comenzó como un proyecto simple creado con XForms, destinado a ser un clon de CDE libre para Linux. Fourdan publicó el programa, una barra de herramientas sencilla, en ibiblio (entonces "SunSITE").
Fourdan continuó el desarrollo del proyecto y en 1998, Xfce 2 fue lanzado con la primera versión del gestor de ventanas de Xfce, Xfwm (Xfce's window manager). Fourdan pidió que el proyecto fuese incluido en Red Hat Linux, pero fue rechazado debido a que el proyecto estaba basado en XForms. Red Hat solo aceptaba software de código abierto y liberado bajo una licencia compatible con BSD o GPL, pero en ese momento, XForms era de código cerrado y gratuito solo para uso personal. Por la misma razón, Xfce no estaba en los repositorios de Debian antes de la versión 3. Xfce 2 solo se distribuyó en el componente contrib de Debian.
En marzo de 1999, Fourdan comenzó una reescritura completa del proyecto basada en GTK+, un kit de herramientas no comercial cuya popularidad iba en aumento. El resultado fue Xfce 3.0, que fue liberado bajo la licencia GPL. Además de estar completamente basado en software libre, el proyecto incluyó soporte para arrastrar y soltar de GTK+, soporte nativo de idiomas y una configuración más fácil. Xfce fue subido a SourceForge.net en febrero de 2001, a partir de la versión 3.8.1.

### Xfce moderno (Versión 4 - actualidad)

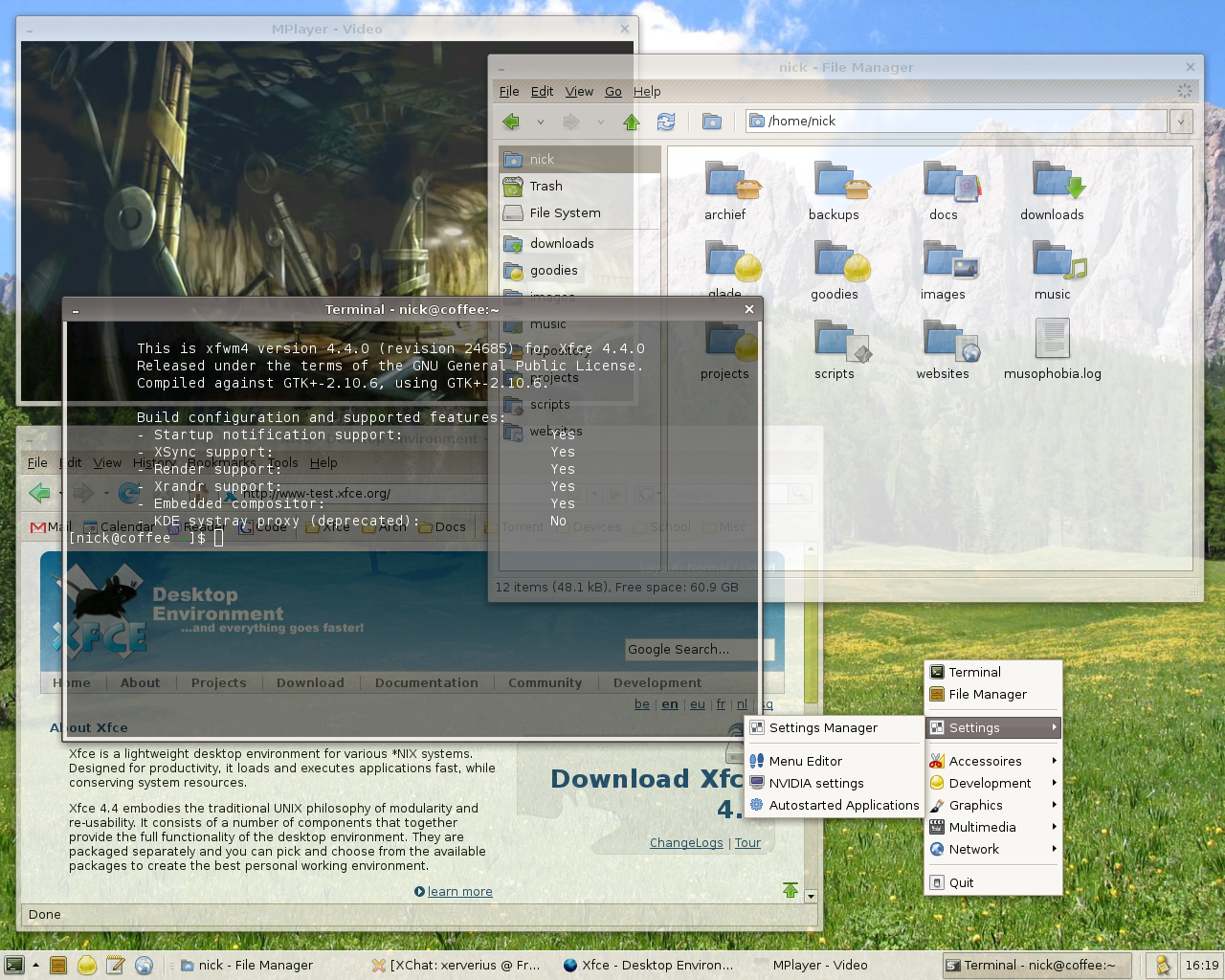
Un escritorio Xfce 4.4 típico.

En la versión 4.0.0, lanzada el 25 de septiembre de 2003, Xfce fue actualizado para utilizar las bibliotecas GTK+ 2. Los cambios en 4.2.0 incluyen un gestor de composición de ventanas para Xfwm que añadió soporte integrado para transparencias y las sombras al arrastrar, así como un nuevo conjunto de iconos SVG. En enero de 2007, Xfce 4.4.0 fue liberado. Este incluía el gestor de archivos Thunar, un reemplazo para xffm. Se ha añadido soporte para los iconos del escritorio. Además, se hicieron varias mejoras en el panel inferior para evitar que los complementos (plugins) que tuvieran un comportamiento incorrecto echaran a perder la estabilidad de todo el panel. En febrero de 2009 fue liberado Xfce 4.6.0. Esta versión tiene un nuevo backend de configuración, un nuevo gestor de configuración y un nuevo mezclador de sonido, así como varias mejoras significativas en el gestor de sesiones y el resto de los componentes principales de Xfce.
En enero de 2011, Xfce 4.8.0 fue liberado. Esta versión incluye cambios tales como la sustitución de ThunarVFS y HAL con GIO, udev, ConsoleKit y PolicyKit, y nuevas utilidades para navegar por los recursos compartidos de red remotos utilizando varios protocolos, incluyendo SFTP, SMB y FTP. El desorden de ventanas se redujo mediante la fusión de todos los cuadros de diálogo de progreso de copia de archivos en un solo cuadro de diálogo. La aplicación del panel inferior también se volvió a escribir para un mejor posicionamiento, transparencia y gestión de lanzadores. La versión 4.8 también introdujo un nuevo plugin del menú para ver los directorios. El cuadro de diálogo de configuración de pantalla en 4.8 soporta RandR 1.2, detectando las pantallas de forma automática y permite a los usuarios escoger la resolución deseada, la velocidad de refresco y la rotación de pantalla. Las pantallas se pueden configurar para trabajar en modo clonado o en modo multipantalla colocando una al lado de la otra. La selección del teclado se ha convertido en más fácil y más amigable para el usuario. Además, el editor de configuración manual se ha actualizado para ser más funcional.
El ciclo de desarrollo de la versión 4.8 fue el primero en utilizar la nueva estrategia de lanzamientos, "modelo de lanzamiento y desarrollo de Xfce", desarrollada en la Cumbre de Escritorios de Ubuntu en mayo de 2009. Se empleó una nueva aplicación web para facilitar la gestión del lanzamiento y se creó un servidor dedicado Transifex para los traductores de Xfce. El servidor del proyecto y la infraestructura de replicación también se actualizó, en parte para hacer frente a la demanda prevista tras el anuncio de liberación.
Xfce 4.10 fue publicada el 28 de abril de 2012 e introdujo un modo de pantalla vertical para el panel de menús y se trasladó gran parte de la documentación a una wiki en línea. El objetivo principal de este lanzamiento fue mejorar la experiencia del usuario.
El 28 de febrero de 2015 se liberó Xfce 4.12. En la cual se introdujeron vistas previas de ventanas y modo de lista al pulsar la combinación de teclas Alt+Tab, acoplado de ventanas en las esquinas del escritorio, un nuevo diálogo para configurar el papel tapiz con soporte para diferentes fondos en cada área de trabajo, soporte para pestañas en el gestor de archivos Thunar, un nuevo complemento para la administración de energía y soporte para la grabación de Blu-Ray en xfBurn, entre otras.
La versión 4.14 fue liberada el 12 de agosto de 2019, en la cual destaca la migración de los componentes a GTK 3. La integración de CatFish para la búsqueda sencilla de archivos en el sistema. Se realizaron mejoras en el panel, se agregó la posibilidad de elegir perfiles de colores y configuración para las distintas pantallas, se realizaron muchas mejoras al gestor de archivos y al gestor de ventanas además se reescribieron varios componentes para ayudar en la migración a GTK+ 4 .
La versión 4.16 fue lanzada el 23 de diciembre de 2020 con muchas mejoras en la superficie (Cosas visibles para el usuario) Por ejemplo, nuevos iconos y paleta de colores, El Administrador de configuración recibió una actualización visual de su cuadro de filtro. Un nuevo cuadro de diálogo para elegir la aplicación predeterminada para abrir cierto tipo de Archivo, Se añadieron atajos del teclado predeterminados, en el gestor de Archivos Thunar se añadió la función de pausar las operaciones y añadir la función de poner archivos en cola, se hizo una actualización notable al panel como un notificador de estado moderno entre otras muchas más actualizaciones.
Luego de 2 años de desarrollo llegó la versión 4.18 el 15 de diciembre de 2022 con novedades principalmente en el gestor de archivos Thunar como, por ejemplo: mejora de lista, nuevo estilo de panel, mejora de la búsqueda, ahora se puede personalizar la barra de herramientas y los botones que hay en ella, dividir la vista en dos paneles, se añadió la entrada de lugares recientes, se cambió el comportamiento de la papelera según la vista que se use, entre otras mejoras se destacan mejora a al aplicar nuevos temas visuales, mejora al sistema de gestión de aplicaciones predeterminadas.
El 15 de diciembre de 2024 se anunció el lanzamiento de la versión Xfce 4.20.

## Aplicaciones principales de Xfce
- xfdesktop: es el encargado de la imagen del fondo de escritorio, el color del fondo de escritorio, el menú y otras cosas más.
- Mousepad: es un editor de texto basado en Leafpad. La principal razón de ser de Mousepad ha sido dar soporte de impresión, lo cual habría sido difícil de implementar en Leafpad por diversos motivos. Desde 2009 no cuenta con nuevas versiones en el canal oficial por lo cual se recomienda usar la del repositorio git.
- Xfce4-terminal: es un emulador de terminal moderno para el escritorio Unix/Linux.
- Thunar: es un moderno administrador de archivos para el entorno de escritorio Xfce. Ha sido diseñado desde el principio para ser rápido y fácil de usar.
- Xfburn: Xfburn es una interfaz para la grabación de medios ópticos basada en la biblioteca libburnia para crear y grabar CD y DVD.
- Orage: una sencilla aplicación de calendario con recordatorios.
- Buscador de aplicaciones: (xfce4-appfinder) Le permite buscar, lanzar y encontrar información sobre aplicaciones instaladas en su sistema.
- Xfmedia: Xfmedia es un reproductor multimedia simple y fácil de usar basado en el motor de xine. La GUI GTK+ se centra en la reproducción y gestión de archivos de audio aunque, al estar basada en xine, también soporta video. Actualmente se considera obsoleta y se recomienda usar Parole o VLC en su lugar.
- Xarchiver: es una interfaz GTK+2 para el manejo de archivos comprimidos en formatos 7z, zip, rar, tar, bzip2, gzip, arj y rpm, aunque actualmente ya no es un componente de Xfce como tal y sigue un desarrollo aparte, es el recomendado por Xfce a falta de otros con igual integración.
- xfce4-power-manager: es el "demonio" de energía. Esta en segundo plano administrando el comportamiento de cuando el PC o lap-top esta enchufado o con batería.
- xfce4-power-manager-settings: es el administrador de energía en forma visual. Con este programa o comando se puede manipular el comportamiento de energía.
- xfce4-panel: el panel de xfce4 por defecto
- Mezclador: un moderno mezclador basado en GStreamer.
- Ristretto: Ristretto es un visor de imágenes ligero.
- Navegador web: Xfce no cuenta con un navegador propio. Sin embargo, se recomienda el uso del navegador ligero Midori.

Thunar es el gestor de archivos predeterminado para Xfce desde la versión 4.4. Es similar a Nautilus o PCManFM y está diseñado para una máxima velocidad y un mínimo consumo de memoria. Xfce también posee un gestor de archivos comprimidos llamado Squeeze/Xarchiver.

## Productos y distribuciones que utilizan Xfce
Varias distribuciones que incluyen Xfce por defecto son:
- Alpine Linux
- Archie
- ArcoLinux
- Artix Linux
- Auxtral GNU/Linux[23]
- Belenix
- Canaima GNU/Linux
- CuerdOS
- College Linux
- Debian[24]
- Devuan
- Dreamlinux
- Emmabuntüs
- EndeavourOS
- Fedora
- FreeBSD
- GhostBSD
- KateOS
- Kali Linux
- LinEspa
- Linux Lite
- Linux Mint
- Live Voyager[25]
- Mageia
- Manjaro Linux
- Morphix
- MX Linux
- openSUSE
- Peppermint OS
- Qubes OS
- Slackware
- SparkyLinux
- SLAX
- SolydX
- Vector Linux
- Void Linux
- WHAX
- Wolvix
- Xubuntu
- Xebian
- Zenwalk Linux
- Zorin OS